# Bert van Aerschot
Bert van Aerschot (Lier, 3 maart 1917 – Mechelen, november 2001) was een Vlaams romanschrijver.

## Levensloop
Na zijn studie aan de Antwerpse Academie, was Van Aerschot werkzaam in de bouw en bij de televisie. In 1942 debuteerde hij met De kleine wereld en na de Tweede Wereldoorlog verschenen de novellebundel Ik leefde gisteren en de romans Bittere wijn, De vrouwen, De lift, Einde van een reis en De gebroeders. Tevens publiceerde hij in die periode en reeks korte verhalen in verschillende Noord- en Zuid-Nederlandse tijdschriften. Hij schreef zijn werken met de morele situatie van de mens als uitgangspunt.

## Werken
- De kleine wereld (1942)
- Ik leefde gisteren (1952)
- Bittere wijn (1954)
- De vrouwen (1956)
- De lift (1957)
- Einde van een reis (1959)
- De gebroeders (1961)
- Kinderen van Atlas (1962)
- De dochters van Delphi (1964)
- De nacht van Icarus (1965)
- Aleida zonder zwaan (1966)
- De kartonnen stad (1966)
- Homo sum (1967)
- De priesteres (1968)
- Endymion en Selene (1968)
- De N.V. loopt gesmeerd (1969)
- De stad bij morgenlicht (1974)
- De afvallende bloem (1975)
- Sta op en dors (1978)
- Erotische en andere verhalen (1979)
- De dag uwer wachters (1981)
- Planetair bericht (1986)
- Gisteren en vandaag (1988)
- De bast om de strot (1990)